# Ravine Bouleau
Der Ravine Bouleau (auch: River Bouleau, dt.: Sturzbach/Schlucht Bouleau) ist ein Bach an der Westküste von Dominica. Er verläuft im Süden des Parish Saint Peter und mündet in der Anse Bouleau ins Karibische Meer.

## Geographie
Der Ravine Bouleau ist der südlichste Fluss im Parish und entspringt im Gebiet von Piton (⊙) in ca. 500 m Höhe über dem Meer, in nächster Nähe zur Grenze des Parish Saint Joseph und angrenzend an das Einzugsgebiet des Coulibistrie River. Steil verläuft er in westlicher Richtung und mündet nach etwa 3 km ins Karibische Meer. Die Goodwill Road (Edward Oliver Leblanc Highway) muss in einer scharfen Kurve dem Rand der Schlucht folgen, um das Flussbett zu überqueren.
Benachbarte Fließgewässer sind der Coulibistrie River im Süden und der Ravine Gabriel beziehungsweise Zuflüsse des Colihaut River im Norden.